# Jacques de Launay
Jacques Forment, dit Jacques de Launay, né le 28 janvier 1924 à Roubaix, est un écrivain français. Il est notamment l'auteur de nombreux ouvrages consacrés à la Seconde Guerre mondiale.

## Biographie
En 1985, Jacques de Launey reçoit le prix des intellectuels indépendants.

## Publications
- Fascisme rouge : contribution à la défense de l'Europe, Bruxelles : Éditions Montana, 1954
- Secrets diplomatiques 1939-1945, Brepols, 1963[1]
- Histoire contemporaine de la démocratie secrète, Éditions Rencontre, 1965
- Le Dossier de Vichy, coll. « Archives », Julliard, 1967
- Les Grandes Controverses du temps présent, Marabout, 1967
- De Gaulle et sa France, Éditions Arts et Voyages, 1968
- Les Derniers Jours du nazisme, Dargaud, 1969
- Les Morts mystérieuses de l'histoire contemporaine, Dargaud, 1970
- Les Grands Espions de notre temps, Hachette, 1971
- La France de Pétain, Hachette, 1972
- Psychologie et sexualité des grands contemporains, Éditions Paul Legrain, 1973
- Hitler en Belgique,  Strombeek-Bever, Byblos, 1975
- Histoires secrètes de Belgique 1935-1945, Alain Moreau, 1975; Éd. Paul Legrain, nouvelle éd. 1977
- La Belgique à l'heure allemande, Éditions Paul Legrain, 1977
- Les Derniers Jours du fascisme en Europe, Éditions Albatros, 1977
- Eva Hitler née Braun (avec Jean-Michel Charlier), La Table ronde, 1978
- La Vie quotidienne des Belges sous l'Occupation (avec Jacques Offergeld), Éditions Paul Legrain, 1982
- La Grande Débâcle 1944-1945, Albin Michel, 1985
- Affaires secrètes du IIIe Reich' (avec Paul de Saint-Hilaire), RTL Édition, 1986
- Claretta et Mussolini : amours, fascisme et tragédies, Paris : Art et histoire d'Europe, 1986
- La Croisade européenne pour l'indépendance des États-Unis : 1776-1783, Albin Michel, 1988
- Police secrète : secrets de police, éditions du Trident, 1989
- Histoire secrète du pétrole 1859-1984 (avec Jean-Michel Charlier), Presses de la Cité, 1998

## Filmographie
- 1967 : Le Temps des doryphores (coréalisateur : Dominique Rémy)